# Јосип Шиловић
Јосип Шиловић (Прапутњак крај Бакра, 8. септембар 1858 — Загреб, 9. мај. 1939), хрватски и југословенски политичар. Био је први бан Савске бановине и сенатор.

## Извор
- Политика, Београд, 28. септембар 1930, Страна 4
- Свеучилиште у Загребу, ректори